# Бланско
Бланско (чеш. Blansko [ˈblansko]), бывш. Бланц (нем. Blanz) — город на востоке Чешской Республики, в 20 км севернее города Брно. Расположен на реке Свитаве. Является административным центром района Бланско Южноморавского края. Население — 21 129 человек.

## История
Первое упоминание о крепости Бланско датируется 1136 годом (по другим данным — 1141) годом. В 1277 году Оломоуцкий епископ Бруно фон Шауэнбург основал новое поселение на левом берегу реки, так называемое Новое Бланско, которое и стало ядром будущего города. Во владении обеих деревень сменился ряд владельцев, среди которых наиболее известными были семьи панов из Кунштата и черногорских из Босковиц. В 1631—1694 годах Бланско держал род панов из Рожмиталя. С 1766 года город принадлежал семье Зальм (нем. Salm), которая спонсировала множество деятелей науки и искусства, в том числе Йозефа Добровского.

## Интересные места и сооружения
Сегодня в городе расположено много предприятий, в том числе химические и строительные заводы. Город также известен из-за близости к Моравскому карсту — одной из самых больших карстовых пещер в Европе.
Бланско находится на железнодорожной линии Брно-Чешская Тржебова,  учитывая, что является отправной точкой туристических маршрутов в области Моравского карста называют воротами Моравского карста. Бланско был зарегистрирована в качестве товарного знака в 2009 году. К востоку от города находятся руины замка Блансек. К югу от Бланска лежат руины Чёртова Града и Нового Града.

### Площади
- площадь Республики – площадь в центре города; на площади является здание, Коммерческий банк, здание Городской администрации, зона отдыха, называется „Poduklí“ на месте, где когда-то стоял отель Dukla (снесены р. 2015); здесь есть фонтан, скамейки и места для парковки; в период каникул здесь есть летнее кино или проходят музыкальные выступления, в зимний период здесь, как правило, установливают елку.
- площадь Свободы – площадь перед зданием бланской мэрии; в центре площади находится парк со скамейками, фонтаном с лебедями, бронзовой статуей жеребят и мемориалом павшим в первой мировой войне.
- Площадь Ванкеля-продолговатая площадь в самом сердце Бланска , с чугунными скульптурами.
- Площадь Мира-пересечение улиц 9 мая, Старожецкого, Чапкова и Бартошова.
- Рожмиталова улица – недавно отремонтированная улица (пешеходная зона) с кирпично-красной плиткой, скамейками.
- парк у Зборовака-парк у железнодорожной станции с памятником о Зборовское сражение.

### Мемориалы
- Памятник Божене Немцовой, расположен в парке на пересечении улиц Жижков и Гавличков.
- Памятник погибшим в Первой мировой войне. Он стоит в парке на площади Свободы.
- Памятник Освобождения - "Рудоармец", находится в парке на пересечении улиц Садове, Зейфертове и Гибешове.
- Аллегория войны  - двухтонная чугунная скульптура (Арес покоится на военных трофеях). В 1918 году она была отлита для Тренто, но из-за резких событий конца Первой мировой войны она больше не прибыла в пункт назначения. По сей день он находится в парке возле здания ЧКД.
- Надгробный памятник первой жене короля Англии Вильгельма IV - Каролины Майнеке, окруженный недавно построенным розарием, расположен рядом с церковью Святого Мартина.

### Современные здания
- Городская библиотека Бланско – публичная библиотека
- Галерея города Бланска – выставка изобразительного искусства
- Городской клуб „dělnický dům“ – клуб  с большим залом и сценой, маленькими залами; частью клуба является ресторан с летней террасой
- Поликлиника и Больница Бланско
- Отель Мацоха
- Дом престарелых
- Бизнес-академия и средняя медицинская школа
- Специальная школа
- Машиностроительный комплекс ЧКД Бланско

### Средние школы
- Гимназия Бланско
- Бизнес-академия и средняя медицинская школа
- Техническая и гастрономическая Средняя школа Бланско
- Высшая школа туризма и гастрономии

### Начальные школы
- Начальная школа Сальмова
- Начальная школа Дворская
- Начальная школа Томаша Гарригуа Масарика
- Начальная школа Эрбенова
- Начальная школа над Чертовкоу
- Начальная школа Бланско

## Административная территория
Бланско ранее был районным городом, в настоящее время является муниципалитетом с расширенной юрисдикцией и уполномоченным муниципальным органом. Район Бланско состоит из 116 муниципалитетов.

## Транспорт
В 1849 году была введена в эксплуатацию железнодорожная линия Брно-Ческа-Тршебова. В 1899 году состоялись переговоры о создании железнодорожной линии в Вишкове, которая не была реализована. Аналогичным образом, в начале XX века не были реализованы предложения по строительству железнодорожных путей в Моравский Карст, Лисну, Простеёв. Дальнейшее развитие железных дорог не было, и Бланско от начала 20-х годов начал использовать автобусы. В 1949 году было создано предприятие ČSAD Blansko, которое было транспортным заводом национального предприятия Čsad Brno. После 1989 года на рынок вышли другие перевозчики, к 1 января 1994 транспортная компания ČSAD Blansko была приватизирована и переименована в ČAD Blansko. На данный момент общественным транспортом город, а также близлежащие города и поселки, обеспечивают автобусные линии, которые являются частью транспортной системы южно-моравского региона.

## Природа Бланско
На территории Бланско есть охраняемая территория Моравского карста, на территории города находится ряд лесов. К достопримечательностям относится затопленный карьер рядом с железнодорожным вокзалом рядом с железнодорожной линией с чистой водой.

## Самоуправление
В XXI веке уже четвёртый избирательный период правит городом широкая коалиция CSSD, ODS, KDU-ČSL и городская ассоциация. На учредительном заседании совета 4 ноября 2014 года мэром был переизбран нынешний мэр Иво Поляк. Заместителем мэра остался Йиржи Крха (ОРВ), а затем Яромир Роучка.

## Спорт в Бланске
В настоящее время Бланско также называют «городом спорта». Действует целый ряд спортивных клубов и секций, из которых произошли многие имена чешского спорта высоких достижений (например, олимпийский чемпион в метании диска Людовик Данек.) В городе есть современные спортивные сооружения, такие как крытый спа, аквапарк, недавно отремонтированные игровые площадки и спортивные залы.
Из крупных спортивных и культурных мероприятий в городе ежегодно проводятся международный Моравский Полумарафон, бег You Dream We Run, BAMBIfest.

## Население
| Год  | Численность | Численность |
| ---- | ----------- | ----------- |
| 1869 | 5002        | [ 7 ]       |
| 1880 | 5565        | [ 7 ]       |
| 1890 | 5545        | [ 7 ]       |
| 1900 | 6278        | [ 7 ]       |
| 1910 | 7562        | [ 7 ]       |
| 1921 | 7544        | [ 7 ]       |
| 1930 | 8496        | [ 7 ]       |
| 1950 | 8883        | [ 7 ]       |
| 1961 | 12 673      | [ 7 ]       |
| 1970 | 11 846      | [ 8 ]       |
| 1980 | 19 508      | [ 8 ]       |
| 1991 | 21 361      | [ 8 ]       |
| 2001 | 20 594      | [ 7 ]       |
| 2012 | 20 768      |             |
| 2014 | 20 845      | [ 9 ]       |
| 2016 | 20 664      | [ 10 ]      |
| 2017 | 20 639      | [ 11 ]      |
| 2018 | 20 650      | [ 12 ]      |
| 2019 | 20 572      | [ 13 ]      |
| 2020 | 20 484      | [ 14 ]      |
| 2021 | 20 306      | [ 15 ]      |
| 2022 | 19 715      | [ 16 ]      |
| 2023 | 20 174      | [ 17 ]      |
| 2024 | 20 185      | [ 3 ]       |

## Города-побратимы
- Борисоглебск, Россия
- Комарно, Словакия
- Легница, Польша
- Мюрццушлаг, Австрия
- Скандиано, Италия